# Малбаша
Малбаша је српско презиме. Значајни људи са овим презименом су:
- Небојша Малбаша (рођен 1959), српски фудбалер и менаџер
- Никола Малбаша (рођен 1977), српски фудбалер